# Pasiphila acompsa
Pasiphila acompsa är en fjärilsart som först beskrevs av Louis Beethoven Prout 1927.  Pasiphila acompsa ingår i släktet Pasiphila och familjen mätare. Inga underarter finns listade i Catalogue of Life.